# Thérésien Cadet
Thérésien Cadet (Tévelave, Les Avirons, 1937 – 1987) foi um botânico francês de Reunião.
Foi professor de biologia vegetal na Universidade da Reunião, tendo sido um especialista em formações vegetais das ilhas Mascarenhas. Foi um dos principais autores da obra "Flore das Mascarenhas".

## Publicações
- Fleurs et plantes de La Réunion et de l'île Maurice, 1987.